# 마쓰다이라 마사쓰나
마쓰다이라 마사쓰나(일본어: 松平正綱, 1576년 7월 8일 ~ 1648년 8월 10일)는 아즈치모모야마 시대부터 에도 시대 전기까지의 무장, 다이묘이다. 사가미 다마나와 번 초대 번주를 지냈다. 오코치 마쓰다이라 종가(大河内松平宗家) 시조.
도쿠가와씨의 가신 오코치 히데쓰나의 차남으로 태어났다. 후에 주군 도쿠가와 이에야스의 명으로 마사쓰나는 나가사와 마쓰다이라 분가 마쓰다이라 마사쓰구의 양자가 된다.